# یواس‌اس الکدو (اس‌پی-۱۶۶)
یواس‌اس الکدو (اس‌پی-۱۶۶) (به انگلیسی: USS Alcedo (SP-166)) یک زیردریایی بود که طول آن ۲۷۵ فوت (۸۴ متر) بود. این زیردریایی در سال ۱۸۹۵ ساخته شد.